# Банк Мексики
Банк Мексики (ісп. Banco de México) —— центральний банк Мексики.

## Історія
У 1822 році був підготовлений проєкт створення Великого банку Мексиканської Імперії, який повинен був почати випуск банкнот. Проєкт не був реалізований. 22 грудня 1822 року випуск паперових грошей Мексиканської Імперії почало казначейство. У 1823 році, після проголошення республіки, паперові гроші періоду імперії були вилучені з обігу і замінені паперовими песо Казначейства нації.
У 1884 році початий випуск банкнот приватних банків. Кількість банків, що випускають банкноти, швидко зростала: Банк Чіуауа з 1884, Комерційний банк Чіуауа з 1889, Банк Аґуаскальєнтеса і Банк Чіапаса з 1902, Банк Кампече з 1903 і ін.
В період революції 1910–1917 років випускалася велика кількість видів грошових знаків «Moneda de necesidad» — як паперових, так і у вигляді монет. Гроші випускалися штатами, муніципалітетами, військовими частинами, приватними компаніями і підприємцями. Першим випуск таких грошей почав Венустіано Карранса (армія конституціоналістів). Низька якість друку нових грошових знаків сприяла їх масовій підробці. Безперервна емісія нерозмінних паперових песо привела до падіння їх курсу: 1 срібний песо = 100 паперових песо.
У травні 1916 року moneda de necesidad були вилучені з обігу, Мексика повернулася до срібного стандарту. Конституція, прийнята в лютому 1917 року, встановлювала, що монопольне право випуску банкнот належить банку, що знаходиться під контролем уряду.
У серпні 1925 року заснований Банк Мексики, що почав операції і випуск банкнот 1 вересня того ж року.